# 圣母升天圣殿主教座堂 (圣地亚哥-德古巴)
圣母升天圣殿主教座堂  , 又名圣地亚哥-德古巴主教座堂,是一座罗马天主教宗座圣殿和主教座堂，位于古巴东部城市圣地亚哥-德古巴，面对Céspedes 公园。立面有两尊大理石雕塑。
该堂为圣地亚哥的第一座教堂，创建于西班牙殖民之初的1514年。1522年，教宗哈德良六世将该堂升格为主教座堂。在1678、1766、1852和1932年，曾多次毁于地震。1882年，教宗将该堂升格为宗座圣殿。1958年列为国家古迹。

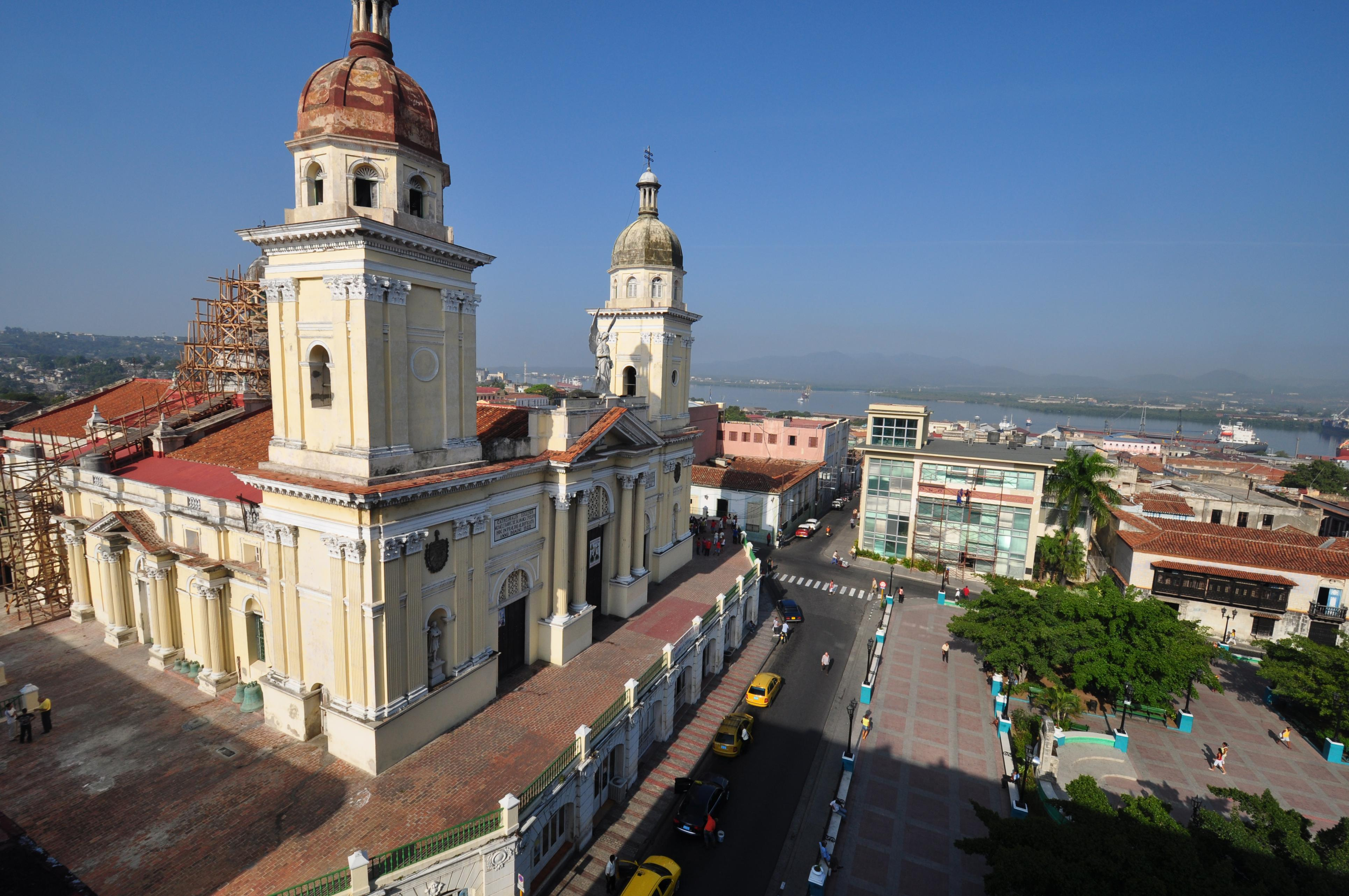